# Toegepaste kunst

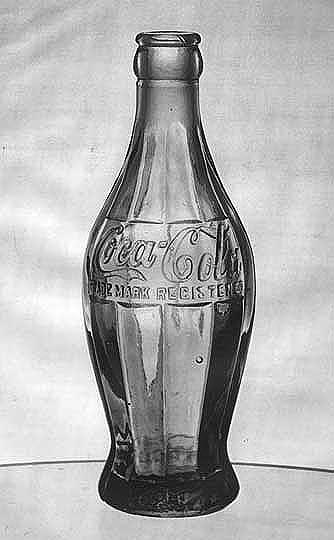
Ontwerp voor een Coca-Colafles in art-decostijl

Toegepaste kunst is de esthetische vormgeving van omgevingen en van functionele voorwerpen, zoals gebouwen, meubels, kleding, drukwerk en dergelijke. In tegenstelling tot de niet-functionele, autonome uitingen van beeldende kunst hebben ontwerpen van toegepaste kunst ook een praktisch nut, een functie. In toegepaste kunst worden de principes van design en artistieke esthetica toegepast op alledaagse gebruiksvoorwerpen zoals een theepot, auto, affiche, sieraad of stoel. Naast esthetiek is ook ergonomie een belangrijke pijler in de waardering van het ontwerp.
"Kunstnijverheid" is een wat verouderde term voor decoratieve kunst of gebruikskunst. In de Angelsaksische wereld spreekt men van arts and crafts, in Duitsland en Oostenrijk van Kunstgewerbe. Het woord kunstnijverheid is pas midden 19e eeuw in gebruik geraakt. Ook werd eerder al gesproken van kunstindustrie of nijvere kunsten, maar in Nederland bleef het woord kunstnijverheid het meest gebruikelijke.
Tot de toegepaste kunsten worden gerekend:
- architectuur, bouwkunde
- interieurontwerp, binnenhuisarchitectuur
- industriële vormgeving, vormgeving van industriële producten (design)
- decoratieve kunst, gebruikskunst of kunstnijverheid
- edelsmeedkunst, vormgeving van sier- en gebruiksvoorwerpen in edele metalen en (half)edelstenen
- fotografie, documentaire- en productfotografie
- grafische vormgeving, vormgeving van gebruiksdrukwerk
- modeontwerp, vormgeving van kleding

Bekende stromingen van toegepaste kunst zijn jugendstil/art nouveau, Arts and Crafts movement, art deco en Bauhaus.
Ontwerpen van toegepaste kunstobjecten worden in Nederland beschermd door de auteurswet.

## Geschiedenis

### Vroegste ideeën over vormgeving
Recueil de décorations intérieures uit 1812 was een van de eerste verhandelingen waarin ontwerpers hun uitgangspunten theoretisch uiteenzetten. De auteurs, Charles Percier en Pierre F.L. Fontaine, waren architecten en decorateurs van keizer Napoleon. Hun Recueil dat de algemeen geldende wetten van het ware, het eenvoudige en het schone bespreekt zou van grote invloed blijken op het latere 'functionalisme' waar de 'industriële vormgeving' is uit voortgekomen. Zij stelden toen reeds de normen en principes vast van bruikbaarheid en ergonomie die een grote rol in het ontwerp dienden te spelen. Hun begrip 'arts industriels' was echter veel ruimer dan wat er nu in onze sterk geïndustrialiseerde moderne wereld onder wordt verstaan. Het ging hier om een heel scala van producten, van zuiver ambachtelijke tot de meest gemechaniseerde, van huisnijverheid tot fabriek. Ook de Duitse architect Karl Friedrich Schinkel publiceerde een reeks toonaangevende teksten over goed design voor esthetisch verantwoorde gebruiksvoorwerpen, waarbij hij zich richtte tot Fabrikanten und Handwerker....

### Museale collecties
Gottfried Semper schreef enkele weken na de wereldtentoonstelling in het Londense Crystal Palace zijn Wissenschaft, Industrie und Kunst (1852). Daarin zette hij zijn visie uiteen over een ideale museumcollectie die het doel had om de smaak van het publiek en de fabrikanten op te voeden. Dit opvoedende aspect leidde ook tot aan het museum verbonden opleidingen voor ontwerpers en ambachtslieden.

### Sociale bewogenheid van Ruskin en Morris
De verslechterende arbeidsomstandigheden van het fabrieksproletariaat in Engeland bewogen mensen als kunstcriticus John Ruskin en William Morris ertoe om alle fabrieksproductie als mensonwaardig te veroordelen. Daardoor kreeg vanaf de tweede helft van de 19e eeuw het begrip 'industrie' of 'nijverheid' een pejoratieve bijklank.

### Uitbreiding van het begrip 'kunstnijverheid'
Het 19e-eeuwse begrip werd mettertijd, met 'terugwerkende kracht' ook gebruikt voor alle gebruiksvoorwerpen uit eerdere eeuwen en stijlperiodes die een duidelijk esthetische kwaliteit bezaten.

### Scheiding tussen schone kunsten en toegepaste kunsten
In de klassieke oudheid was er geen scheiding tussen 'schone kunsten' en 'toegepaste kunsten'. Het Latijnse woord 'ars' betekent oorspronkelijk 'kunde', 'vaardigheid'; kunst en kunde werden niet onderscheiden. Die scheiding is ook een typisch westers verschijnsel, dat zich pas langzaam, na de middeleeuwen, voltrok. In de middeleeuwen zelf was er geen verschil tussen kunstenaar en ambachtsman. Pas in de renaissance begon een zekere scheiding op te treden tussen de scheppende kunstenaar en de uitvoerende ambachtsman. Dit dient evenwel onmiddellijk genuanceerd te worden, want veel kunstenaars waren ook bij de kunstnijverheid betrokken, waar immers hun ontwerpen werden uitgevoerd. Schilders als Albrecht Dürer, Hans Holbein en Rafaël maakten bijvoorbeeld ontwerpen voor gouden voorwerpen, glasschilderingen, interieurdecoraties en wandtapijten. Het was zelfs zo dat veel kunstenaars in Italië hun basisopleiding in een goudsmidatelier kregen. Ook Dürer startte op die manier als leerling goudsmid bij zijn vader. Stilaan begonnen de kunstenaars zich in de renaissance boven de gilden voor handwerkers te verheffen en streefden eenzelfde status na als die van een dichter of geleerde. Een echt 'hiërarchische scheiding kwam echter pas in de 18e eeuw en vooral de 19e eeuw, wat ook door de opkomst van de fabrieksproductie in de hand werd gewerkt. De al eerder genoemde Ruskin veroordeelde deze ontkoppeling van de toegepaste en schone kunsten in heftige bewoordingen. Wat hem tegenstak in de mechanische productie was de foutloze precisie die bij hem levenloos en geestdodend overkwam. De fabrieksarbeider die dit werk moest doen werd zo van zijn creativiteit en spontaniteit beroofd:
You must either make a tool of the creature, or a man of him. You cannot make both. Men were not intended to work with the accuracy of tools.
(On the nature of Gothic, 1853)